# 20467 Hibbitts
20467 Hibbitts este un asteroid din centura principală de asteroizi.

## Descriere
20467 Hibbitts este un asteroid din centura principală de asteroizi. A fost descoperit pe 20 iunie 1999 la Stația Anderson Mesa în cadrul programului LONEOS. Asteroidul prezintă o orbită caracterizată de o semiaxă mare de 2,39 ua, o excentricitate de 0,18 și o înclinație de 6,8° în raport cu ecliptica.